# باتشين دي ميلاس
باتشين دي ميلاس (بالإسبانية: Pachín de Melás)‏ كاتب اسباني (ولد في خيخون ، أستورياس ، يوم 6 أكتوبر من العام 1877)
 هو والد الرسام الأسباني خيرمان اوراثيو